# Паражена
Паражена, Паражинський — струмок (річка) в Україні у Воловецькому районі Закарпатської області. Права притока річки Жденівки (басейн Дунаю).

## Опис
Довжина струмка приблизно 5,74 км, найкоротша відстань між витоком і гирлом — 4,68  км, коефіцієнт звивистості річки — 1,23 . Формується багатьма гірськими струмками.

## Розташування
Бере початок на південно-східних схилах гори Білий Камінь (1062,4 м). Спочатку тече на південний схід понад горою Намама-Паражена (1065,8 м), далі тече переважно на північний схід і у селі Збини впадає у річку Жденівку, праву притоку річки Латориці .

## Цікаві факти
- Біля села Збини на правому березі струмка розташована готель «Лісова казка»[2].
- У селі Збини біля гирла струмок перетинає автошлях Т 0722[2].